# 33. Feldartillerie-Brigade (Deutsches Kaiserreich)
Die 33. Feldartillerie-Brigade war ein Großverband der Preußischen Armee.

## Geschichte
Die 33. Feldartillerie-Brigade wurde zum 1. April 1890 in Metz als 16. Feldartillerie-Brigade aufgestellt, am 1. Oktober 1899 in 33. Feldartillerie-Brigade umbenannt und am 16. Februar 1917 zum Artilleriekommandeur 33 umfunktioniert, dem damit die taktische Führung der gesamten sächsischen Feld- und schweren Artillerie oblag.
Sie war Teil der 33. Division in Metz, die dem XVI. Armee-Korps zugeordnet war.

### Gliederung
- 1890

Feldartillerie-Regiment Nr. 33 und Feldartillerie-Regiment Nr. 34
- 1891 bis 1899

Wie vor, zusätzlich Train-Bataillon Nr. 16
- 1899 bis 1912

1. Lothringisches Feldartillerie-Regiment Nr.33 und 4. Lothringisches Feldartillerie-Regiment Nr.70
- 1912 bis 1914

Wie 1890
- Kriegsgliederung bei Mobilmachung 1914

Wie vor
- Kriegsgliederung am 27. April 1918

Artillerie-Kommandeur Nr. 33:
Feldartillerie-Regiment Nr. 283 und Fußartillerie-Bataillon Nr. 76

### Erster Weltkrieg
Die Brigade kam unter Führung des Generals Siegfried von La Chevallerie im Verband der 33. Division ausschließlich an der Westfront zum Einsatz. In den Argonnen hatte sie schwere Kämpfe zu bestehen.
Zu den Kampfhandlungen, Gefechten und Schlachten siehe Kampfgeschehen der 33. Division.

### Brigadekommandeure
| Name                                  | Datum                                                    |
| ------------------------------------- | -------------------------------------------------------- |
| 16. Feldartillerie-Brigade            |                                                          |
| Charles Philipp Theremin              | 24. März 1890 bis 16. November 1892                      |
| Eduard Jacobi                         | 17. November 1892 bis 17. Oktober 1895                   |
| Richard Reuscher                      | 18. Oktober 1895 bis 14. Juni 1899                       |
| Richard von Schubert                  | 15. Juni 1899 bis 30. September 1899                     |
| 33. Feldartillerie-Brigade            |                                                          |
| Richard von Schubert                  | 1. Oktober 1899 bis 11. September 1902                   |
| Maximilian Lesser                     | 12. September 1902 bis 19. März 1906                     |
| Franz Lichtschlag                     | 20. März 1906 bis 6. August 1908                         |
| Ludwig Nickel                         | 7. August 1908 bis 2. Mai 1909                           |
| Georg von Logan                       | 3. Mai 1909 bis 27. Februar 1913                         |
| Otto Merling                          | 28. Februar 1913 bis 9. September 1914                   |
| Siegfried von La Chevallerie          | 10. September 1914 bis 14. Januar 1915                   |
| Konrad Guhl                           | 15. Januar 1915 bis Oktober 1915                         |
| Paul Schmidt-Koeppen                  | Oktober 1915 bis Dezember 1915                           |
| Max Freiherr von Uslar-Gleichen       | Dezember 1915 bis 21. September 1916                     |
| Richard Nessel                        | 22. September 1916 bis 9. Januar 1917                    |
| Otto Friedrich Wilhelm von Schleicher | 10. Januar 1917 bis 15. Februar 1917                     |
| Artillerie-Kommandeur 33              |                                                          |
| Otto Friedrich Wilhelm von Schleicher | 16. Februar 1917 bis 4. Juli 1917                        |
| Richard Des Coudres                   | 5. Juli 1917 bis 5. Januar 1918                          |
| Gustav Mand                           | 6. Januar 1918 bis Kriegsende                            |
| Karl von Herff                        | 20. Januar 1919 bis 30. September 1919 (Demobilisierung) |